# Psednotrichia
Psednotrichia là một chi thực vật có hoa trong họ Cúc (Asteraceae).

## Loài
Chi Psednotrichia gồm các loài: